# Goran Jagar
Goran Jagar –en serbio, Горан Јагар– (Belgrado, Yugoslavia, 10 de junio de 1984) es un deportista serbio que compitió en remo.
Ganó una medalla de plata en el Campeonato Mundial de Remo de 2007 y cuatro medallas en el Campeonato Europeo de Remo entre los años 2007 y 2012.

## Palmarés internacional
| Campeonato Mundial | Campeonato Mundial  | Campeonato Mundial | Campeonato Mundial |
| Año                | Lugar               | Medalla            | Prueba             |
| ------------------ | ------------------- | ------------------ | ------------------ |
| 2007               | Múnich (Alemania)   | Medalla de plata   | Cuatro con timonel |
| Campeonato Europeo |                     |                    |                    |
| Año                | Lugar               | Medalla            | Prueba             |
| 2007               | Poznań (Polonia)    | Medalla de oro     | Dos sin timonel    |
| 2008               | Maratón (Grecia)    | Medalla de plata   | Dos sin timonel    |
| 2009               | Brest (Bielorrusia) | Medalla de plata   | Dos sin timonel    |
| 2012               | Varese (Italia)     | Medalla de bronce  | Cuatro sin timonel |